# La Balme-les-Grottes
 La Balme-les-Grottes  es una población y comuna francesa, en la región de Ródano-Alpes, departamento de Isère, en el distrito de La Tour-du-Pin y cantón de Crémieu.

## Demografía
| 426 | 393 | 438 | 531 | 588 | 675 |
| Para los censos de 1962 a 1999 la población legal corresponde a la población sin duplicidades (Fuente: INSEE [Consultar]) |     |     |     |     |     |